# 411
Évszázadok: 4. század – 5. század – 6. század
Évtizedek: 370-es évek – 370-es évek – 380-as évek – 390-es évek – 400-as évek – 410-es évek – 420-as évek – 430-as évek – 440-es évek – 450-es évek – 460-as évek
Évek: 406 – 407 – 408 – 409 –  410 – 411 – 412 – 413 – 414 – 415 – 416

## Események

### Nyugat- és Keletrómai Birodalom
- II. Theodosius császárt (keleten, nyugaton nincs consul ebben az évben) választják consulnak.
- A lázadó Gerontius barbár segítséggel megostromolja és elfoglalja a galliai Viennát. Foglyul ejti II. Constanst, III. Constantinus fiát, akit aztán kivégeztet. Ezután ostrom alá veszi Constantinus fővárosát, Arelatét.
- Itáliából megérkezik Honorius fővezére, Flavius Constantius hogy ő is leszámoljon Constantinusszal. Gerontius katonái átállnak hozzá. A menekülő Gerontiust saját katonái beszorítják egy házba, ahol öngyilkosságot követ el. III. Constantinus - miután felmentő seregét visszaverik - megadja magát. Bár szabad elvonulást ígértek neki, kivégzik és a fejét elküldik Honoriusnak.
- Mogontiacumban (Mainz) egy galliai szenátor, Jovinus a burgundok és alánok támogatásával császárrá kiáltja ki magát.
- A karthágói zsinaton Honorius küldötte, Marcellinus eretneknek nyilvánítja a donatistákat. Templomaikat elkobozzák és véresen leszámolnak velük, olyan kegyetlenséggel, hogy Hippói Augustinus - aki rendszeresen prédikált a donatizmus ellen - is felszólal az érdekükben.
- A barbárok letelepednek Hispániában: a szvébek és hasding vandálok a mai Galíciában, az alánok a félsziget középső részén Lusitaniában és Carthago Nova régiójában, a siling vandálok pedig délen, a mai Andalúziában.

## Születések
- Merovech, a száli frankok királya
- Ibériai Péter, grúz teológus

## Halálozások
- II. Constans, római társcsászár
- Gerontius, római hadvezér
- III. Constantinus, római császár

## Fordítás
- Ez a szócikk részben vagy egészben  a(z)   411 című angol Wikipédia-szócikk ezen változatának fordításán alapul.  Az eredeti cikk szerkesztőit annak laptörténete sorolja fel. Ez a jelzés csupán a megfogalmazás eredetét és a szerzői jogokat jelzi, nem szolgál a cikkben szereplő információk forrásmegjelöléseként.